# الأسرة الأنتيغونية
كانت الأسرة الأنتيغونية (باليونانية:Δυναστεία των Αντιγονιδών) أسرة ملكية مقدونية يونانية حكمت مملكة مقدونيا خلال الحقبة الهلنستية. وقد تأسست على يد أنتيغونوس الأول الأعور، أحد قادة الإسكندر الأكبر وخلفائه. وصلت هذه السلالة إلى الحكم بعد معركة سلاميس عام 306 قبل الميلاد، وبسطت نفوذها على جزء كبير من اليونان الهلنستية من 294 حتى هزيمتها في معركة بيدنا عام 168 قبل الميلاد (الحرب المقدونية الثالثة)، والتي أعقبتها سيطرة الجمهورية الرومانية على مقدونيا.
شهدت حروب الخلفاء سقوط السلالة الأرغية في مقدونيا، مما أدى إلى فراغ في السلطة سعت كل من السلالتين الأنتيغونية والأنتيبترية إلى ملئه. وقد صعدت الأسرة الأنتيغونية إلى الحكم لأول مرة عندما طرد ديمتريوس الأول المقتحم، ابن أنتيغونوس الأول، حاكم أثينا المعيّن من قِبل كاسندر عام 306 قبل الميلاد، مما منح والده السيطرة على أراضٍ امتدت من بحر إيجه حتى الشرق الأوسط. وعلى الرغم من الاضطرابات التي تلت ذلك وفقدان الأراضي الآسيوية، تمكنت الأسرة من الحفاظ على نفوذها في البر اليوناني والجزر، حيث أرسى أنتيغونوس الثاني غوناتاس دعائم الحكم الأنتيغوني في مقدونيا الهلنستية، الإقليم الذي أصبح يُعرف لاحقًا بالإمبراطورية الأنتيغونية. وقد وسع أنتيغونوس الثالث دوسون النفوذ المقدوني في جنوب اليونان، وأعاد تأسيس الحلف الهيليني منصبًا نفسه حاكمًا. وفي عهد فيليب الخامس، دخلت مقدونيا الأنتيغونية في أول صراع مباشر مع روما، التي كانت قد تحولت إلى قوة حاسمة في شرق البحر الأبيض المتوسط. وفي القرن الثاني قبل الميلاد، برز آخر ملوك السلالة، برسيوس، بوصفه رمزًا للمقاومة اليونانية ضد النفوذ الروماني، إلا أن سيطرة روما على مقدونيا الأنتيغونية أخذت تتوسع تدريجيًا، إلى أن بلغت ذروتها بسقوط السلالة نهائيًا عام 168 قبل الميلاد.

## تاريخ
تميزت بدايات اليونان الهلنستية بصراعٍ بين السلالة الأنتيبترية، بقيادة كاسندر (حكم 305 – 297 قبل الميلاد)، نجل أنتيباتر، والسلالة الأنتيغونية، بقيادة أنتيغونوس الأول الأعور (حكم 306 – 301 قبل الميلاد) وابنه، الملك المستقبلي، ديمتريوس الأول المقتحم (حكم 294 – 288 قبل الميلاد). عقب أزمة السلطة في مقدونيا، التي بلغت ذروتها بمقتل فيليب الثالث ويوريديس، نجح كاسندر في انتزاع الحكم من أولمبياس، وبدأ ترسيخ سلطته في المملكة. وفي 316 قبل الميلاد، دفن فيليب الثالث ويوريديس في مدينة أيغاي، وتزوج من ثيسالونيكا، ابنة فيليب الثاني، ليُضفي الشرعية على حكمه وينضم بذلك إلى سلالة الأرغيد الحاكمة. وفي 310/309 قبل الميلاد، أمر كاسندر قائده غلاوكيوس باغتيال الإسكندر الرابع، نجل الإسكندر الأكبر، البالغ 14 عامًا، ووالدته روكسانا، في عملية سرية. وبهذا انتهت سلالة الأرغيد المقدونية تمامًا من الوجود.
وفي 307 قبل الميلاد، نجح ديمتريوس الأول في طرد حاكم أثينا التابع لكاسندر، ديمتريوس الفالرومي، من المدينة، وبعد هزمه بطليموس الأول في معركة سلاميس عام 306 قبل الميلاد، استولى على جزيرة قبرص. عقب هذا الانتصار، أعلن والده، أنتيغونوس الأول، نفسه باسيلي («ملك» إمبراطورية الإسكندر)، لقب منحه إياه الجيش الشامل، مما مكنه من بسط سيطرته على بحر إيجه، وشرق البحر الأبيض المتوسط، ومعظم مناطق الشرق الأدنى. سعى أنتيغونوس وابنه ديمتريوس إلى إحياء رابطة المدن اليونانية التي أسسها فيليب الثاني، ليكونا على رأسها قوتين مهيمنتين. غير أن تحالفًا من قوى منافسة، ضم كاسندر، وبطليموس الأول سوتر، وسلوقس الأول نيكاتور، وليسيمخوس، ألحق بهما هزيمة ساحقة في معركة إبسوس عام 301 قبل الميلاد، قُتل خلالها أنتيغونوس الأول. نجا ديمتريوس الأول من المعركة، واستغل الصراع بين أبناء كاسندر، ألكسندر الخامس وأنتيباتر الأول، ليبسط نفوذه على أثينا ويُنصب نفسه ملكًا على مقدونيا عام 294 قبل الميلاد. لكن في 288 قبل الميلاد، أُجبر على الفرار بعد أن هاجمه بيروس وليسيمخوس، وانتهى به المطاف أسيرًا لدى سلوقس الأول نيكاتور، حيث قضى نحبه. وعقب فترة طويلة من الاضطراب السياسي، تمكن ابنه أنتيغونوس الثاني غوناتاس من إعادة ترسيخ سيطرة الأسرة على مملكة مقدونيا القديمة، وبسط نفوذه على معظم المدن اليونانية بحلول 276 قبل الميلاد.

## الإرث
كانت السلالة الأنتيغونية واحدة من أربع سلالات أسسها خلفاء الإسكندر، إلى جانب السلالة السلوقية والسلالة البطلمية والسلالة الأنتيبترية. أما آخر أفراد السلالة، برسيوس المقدوني، الذي حكم بين 179 و168 قبل الميلاد، فقد عجز عن وقف تقدم الفيالق الرومانية، وكانت هزيمة مقدونيا في معركة بيدنا إيذانًا بنهاية السلالة.

## السلالة
| الملك                                                | الحكم (قبل الميلاد)                             | الملكات القرينات                                                | تعليقات |
| أنتيغونوس الأول الأعور (مملكة أنتيغونيد في غرب آسيا) | 306-301 قبل الميلاد                             | ستراتونيكى                                                      | أحد أبرز قادة الإسكندر الأكبر، وكان من المشاركين الرئيسيين في ما يُعرف «بألعاب الجنازة» التي اندلعت عقب وفاة الملك. أما لقب «أحادي العين» فهو كلمة يونانية تعني «الأعور»، وقد أُطلق عليه بسبب إصابة تعرض لها في إحدى المعارك. |
| ديمتريوس الأول المقتحم (مقدونيا، كيليكية)            | 294-287 قبل الميلاد                             | فيلا بطولمايس ديداميا لاناسا يوريديس امرأة إيليرية مجهولة الاسم | كان ديمتريوس، ابن أنتيغونوس الأول الأعور. وقد كانت زوجته فيلا ابنة أنتيباتر، وهي سلف جميع ملوك السلالة الأنتيغونية في مقدونيا الذين جاؤوا من بعدها، باستثناء أنتيغونوس الثالث دوسون، وذلك من خلال ابنها أنتيغونوس الثاني غوناتاس. أما أنتيغونوس الثالث دوسون، فقد كان من نسل ديمتريوس وزوجته بطولمايس، ابنة بطليموس الأول سوتر، وهي والدة ديمتريوس الجميل، والد دوسون، والذي كان ملكًا مؤقتًا على قورينا. كانت ديداميا ابنة إياكيدس ملك إبيروس، وشقيقة الملك بيروس، وقد أنجبت من ديمتريوس ابنًا يدعى ألكسندر. أنجب ديمتريوس ابنين آخرين: ديمتريوس النحيل، من امرأة إيليرية مجهولة الاسم، وكوراغوس، من امرأة تُدعى يوريديس. ويُعد ديمتريوس الأول «المقتحم» أول ملوك السلالة الأنتيغونية في مقدونيا. |
| أنتيغونوس الثاني غوناتاس (مقدونيا)                   | 276-239 قبل الميلاد                             | فيلا                                                            | هو ابن ديمتريوس «المقتحم» وفيلا، وحفيد أنتيغونوس الأول الأعور. أما زوجته فيلا، فكانت ابنة شقيقته ستراتونيك. وله ابن شرعي معروف واحد فقط، هو ديمتريوس الثاني الإيتولي. |
| ديمتريوس الجميل (قورينا)                             | نحو 250 قبل الميلاد                             | أولمبياس اللاريسية برنيكي الثانية                               | ابن ديمتريوس الأول المقتحم وبتولمايس. والد أنتيغونوس الثالث دوسون، ويبدو أنه والد إيككراتيس أيضًا من زوجته أولمبياس. |
| ديمتريوس الثاني أيتوليكوس (مقدونيا)                  | 239 - 229 قبل الميلاد                           | ستراتونيكي المقدونية فثيا الإبيروسية نيقيا الكورنثية خريسيس     | ابن أنتيغونوس الثاني وفيلا. كانت ستراتونيكي المقدونية ابنة أنطيوخوس الأول سوتر وستراتونيكي. كانت فثيا الإبيروسية ابنة الإسكندر الثاني ملك إبيروس وأولمبياس الثانية ملكة إبيروس. كانت نيقيا الكورنثية أرملة الإسكندر الكورنثي، ابن عم ديمتريوس. كانت خريسيس أسيرة سابقة لدى ديمتريوس، وله منها الابن الوحيد المعروف، فيليب، وله كذلك ابنة تُدعى أباما الثالثة من ستراتونيكي المقدونية. |
| أنتيغونوس الثالث دوسون (مقدونيا)                     | 229 - 221 قبل الميلاد                           | خريسيس                                                          | ابن ديمتريوس الجميل وأولمبياس اللاريسية. لم يُعرف له أبناء. |
| فيليب الخامس (مقدونيا)                               | 221 - 179 قبل الميلاد                           | بوليكراتيا الآرغوسية                                            | ابن ديمتريوس الثاني وخريسيس. له على الأقل أربعة أولاد: بيرسيوس المقدوني، أباما، ديمتريوس، وفيليبوس. |
| بيرسيوس (مقدونيا)                                    | 179 – 168 قبل الميلاد (توفي في 166 قبل الميلاد) | لاوديكا الخامسة                                                 | آخر حكام مقدونيا. كانت لاوديكا الخامسة ابنة الملك السلوقي، سلوقس الرابع فيلوباتور. له ابنان على الأقل، فيليب وألكسندر. |

## معرض صور

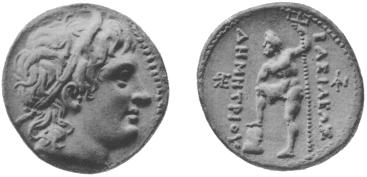
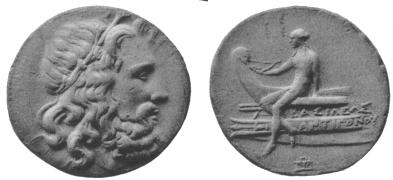
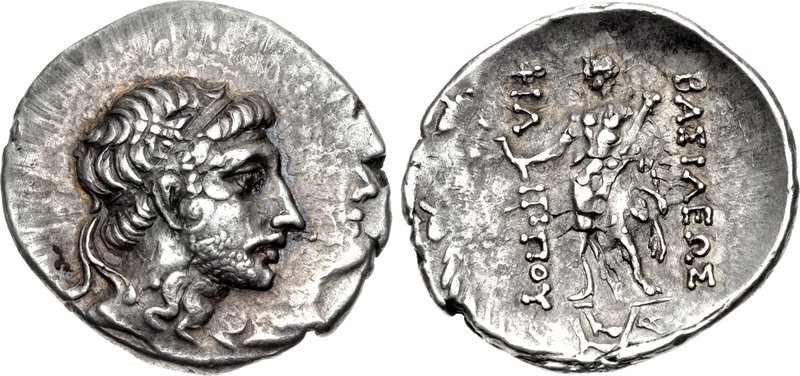